# گرژ لگونس
شهر گرژ لگونس (به فرانسوی: Garges-lès-Gonesse) در شهرستان ولدوآز در ناحیه ایل-دو-فرانس با جمعیت ۳۹٬۶۷۲ نفر در کشور فرانسه واقع شده‌است